# Hopea iriana
Hopea iriana är en tvåhjärtbladig växtart som beskrevs av Van Slooten. Hopea iriana ingår i släktet Hopea och familjen Dipterocarpaceae. Inga underarter finns listade i Catalogue of Life.